# 高嶺秀夫
高嶺 秀夫（たかみね ひでお、1854年10月6日（嘉永7年／安政元年8月15日） - 1910年（明治43年）2月22日）は、日本の武士（会津藩士）、教育者。
会津藩上士（150石）の長男。幼時より英才を発揮し、1868年（明治元年）には数え14歳で会津藩小姓に抜擢され、戊辰戦争を戦った。
慶應義塾（現・慶應義塾大学）の塾生・教員を経て、師範教育調査のため文部省によりアメリカ合衆国へ派遣され、オスウィーゴ師範学校（現・ニューヨーク州立大学オスウィーゴ校 SUNY Oswego）に留学。帰国後は東京師範学校及び東京高等師範学校（ともに現・筑波大学）で教員・校長を務め、ペスタロッチ主義教育（開発教授）の導入と師範教育の近代化を推進した。また帝国博物館（現・東京国立博物館）天産部長・歴史部長を兼ね、晩年は女子高等師範学校（現・お茶の水女子大学）、東京美術学校、東京音楽学校（ともに現・東京芸術大学）の校長を歴任した。

## 生涯
1854年（嘉永7年／安政元年）、陸奥国若松城下本四ノ丁（現在の福島県会津若松市西栄町）で、会津藩士・高嶺金右衛門（諱は忠亮。150石）の長男として生まれた（諱は忠良）。母はきの（同藩士・井深駒之助の娘）。数え8歳から藩校日新館 （通常は10歳入学）で漢学を学び、異例の早さで進級、11歳で大学校を卒業した。以後、右筆・星研堂に師事して書道に専念、14歳で出席勝手次第の免許を得た。京都守護職に任命された九代藩主・松平容保に従い京都勤番であった父の病没にともない、13歳で家督を相続。1868年（明治元年）の戊辰戦争勃発後、帰藩した藩主の小姓の一人に抜擢され、会津戦争では降伏開城するまで藩主とともに籠城戦をくぐり抜けた。
降伏後は諸士とともに猪苗代謹慎所へ、1869年（明治2年）には東京山下門内の丹波亀山藩松平家の旧邸へ移送された。1870年（明治3年）に謹慎が解かれると、斗南藩（転封後の旧会津藩）の命で湯島天神下の福地源一郎の私塾日新舎に入塾、初めて英学に触れた。以後半年おきに、鍛冶橋・土佐藩邸内の沼間守一私塾、箕作秋坪の三叉学舎へと転学し、1871年（明治4年）7月に福澤諭吉の三田・慶應義塾に入塾。英学を修め、教員及び童子局幹事を務めた。同僚に矢野龍渓、後藤牧太、塾生には三宅米吉、尾崎行雄らが在籍していた。

### アメリカ留学

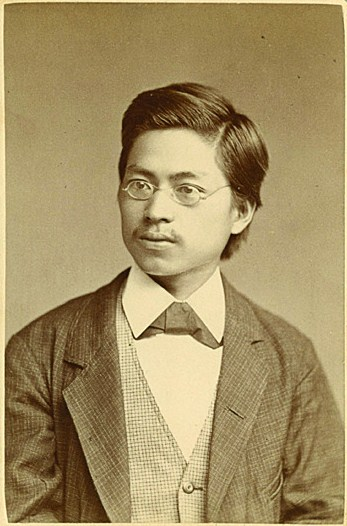
米国留学当時の肖像

22歳の時に福澤諭吉の推薦で、文部省派遣「師範学科取調」留学生として伊沢修二（愛知師範学校長）・神津専三郎（同人社塾生）とともに抜擢され、1875年（明治8年）6月文部省出仕となり、翌7月に東京開成学校選抜の派遣留学生11名ら（小村壽太郎・鳩山和夫・松井直吉ほか）とともに渡米した。同年9月、ニューヨーク州のオスウィーゴ師範学校（1861年開校：Oswego Primary Teachers' Training School）に入学。当時、同校はエドワード・シェルドン校長のもと、人間の諸能力の合自然的開発を主眼とするペスタロッチ主義に基づく教育改革（実物教授）を推進する中心校であった（オスウィーゴ運動 Oswego Movement）。留学中、高嶺はシェルドン校長の紹介で、ペスタロッチの助手の子息として知られる美術教師ヘルマン・クリュージイ（Johann Heinrich Hermann Krüsi, Jr.: 1817-1903）家に寄宿するという幸運に恵まれた。なお、三代にわたり同名のクリュージイの子息ヘルマンも同校在学中で（高嶺の2歳年下）、1876年（明治9年）の夏期休業には、高嶺はクリュージイ家族とともに二度、公務を兼ねてフィラデルフィア万国博覧会（独立100周年記念）の観覧旅行にも出かけた。
その後、師範学科取調留学生は半年間の留学延期を許可されたが、高嶺は所定の修了年限内に20週間の教育実習を経て、1877年（明治10年）7月3日に優秀な成績で卒業（1968-69年に米国留学中の村山英雄が当時の学籍簿をオスウィーゴ校で発見）、ニューヨーク州の教員免許を取得した。また、クリュージイの回顧録によれば、彼は在学中から同時代の最新学説であるダーウィンの進化論に関心を持ち、H.スペンサーやＪ.Ｓ.ミルなどの著作を読み耽り、博物学及び生物学を精神科学に結びつける研究に没頭していたとされ、卒業後の夏期休業中には、セイラムで開催されたピーボディ科学アカデミー夏期学校をヘルマンとともに受講し、海産動物の構造や組織を研究、次いで冬期休業中には、コーネル大学（先生伝では「ニューヨーク州イサカ大学校」と表記）のバート・ワイルダー（Burt Green Wilder：神経学・脊椎動物学教授）に師事して動物学を学んだ。

### 帰国後

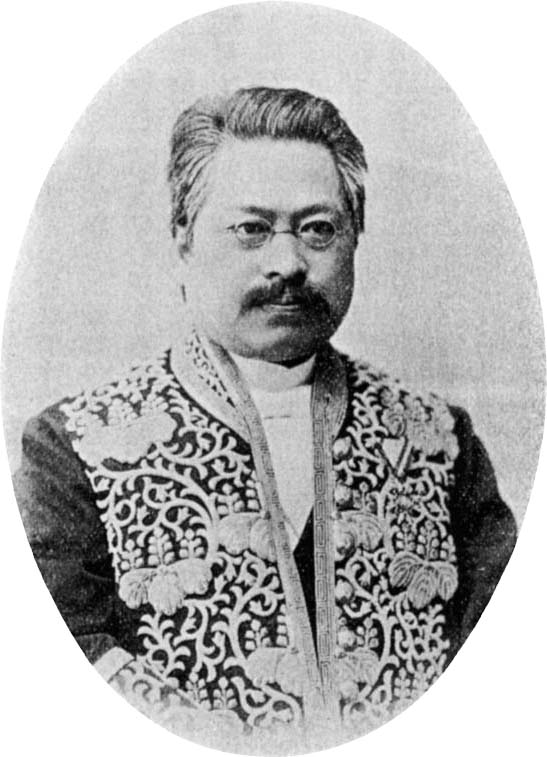
女子高等師範学校長当時の肖像

帰国後は教員として、アメリカ留学で学んだペスタロッチ主義教育の理論と方法を東京師範学校（現筑波大学）及び附属小学校で実践的に紹介・導入し、1881年（明治14年）以降は同校校長兼教諭として、明治政府による文教政策に左右されながらも師範教育改革に努めるとともに、『教育新論』などの翻訳出版も手掛け、1880年代は開発教授（心性開発を主義 principle とする実物教授）が師範学校を中心に全国に広まり、近代教育の基礎づくりに貢献した。また、女子教育にも熱心で、後に東京女子高等師範学校校長にも就任するなど、ペスタロッチ主義の原理と教授法を日本の教員養成機関に本格的に移植・普及させた功績により、高嶺秀夫は「師範学校の父」と呼ばれた。
なお、東京師範学校で動物学・教育学・教授法を開講する一方、帰国後の半年間は東京大学で理学部動物学教授モースの助手を兼任、東京大学予備門の動物学講座も担当して普通教育として初めてハマグリ・イセエビ等を使った解剖実習を行ったという。また、日本の伝統美術にも造詣が深く、浮世絵収集は3千点以上に及び、浮世絵研究を通じて国粋保存を唱えていた岡倉覚三やフェノロサとも親交を結んでいた。帝国博物館が設置されると、その委員を務め、さらに1899年（明治32年）には、東京美術学校校長も兼務した。1907年（明治40年）の第一回文展（現在の日展）では審査員も務め、近代日本の美術の保護・奨励にも大きな足跡を残した。他の業績としては、シカゴ万国博覧会（1893年）への日本の展示、日英博覧会（1910年）への尽力がある。
1910年（明治43年）2月初旬に感冒により療養していたが、同月22日午後8時、心臓麻痺のため息を引き取った（数え57歳）。これより先、危篤の報を受け、特旨を以て従三位勲二等に叙せられ、旭日重光章を受勲。25日には勅使が差遣され幣帛（白絹一匹）並びに祭祀料が下賜された。同日、湯島の麟祥院で行われた葬儀には各界から千人以上が会葬し別れを惜しんだ。墓所は豊島区駒込の染井霊園。

## 旧主家への忠義
旧主家・松平家では、1883年（明治16年）以降、旧家臣から顧問数名を選び家政の監督を任せていたが、1886年（明治19年）に顧問を解いて山川浩及び高嶺を監督とした。1891年（明治24年）11月、高嶺は会計向総括の心得を以て取扱方も委嘱され、銀行帳簿などを自ら保管検閲した。また、主君容保（1893年12月没）の公子を自家に奉じて指導教育したという。1897年（明治31年）以降は、山川に代わり当時海軍少将であった角田秀松が監督となったが、高嶺は終生その任を全うした。

## 親族

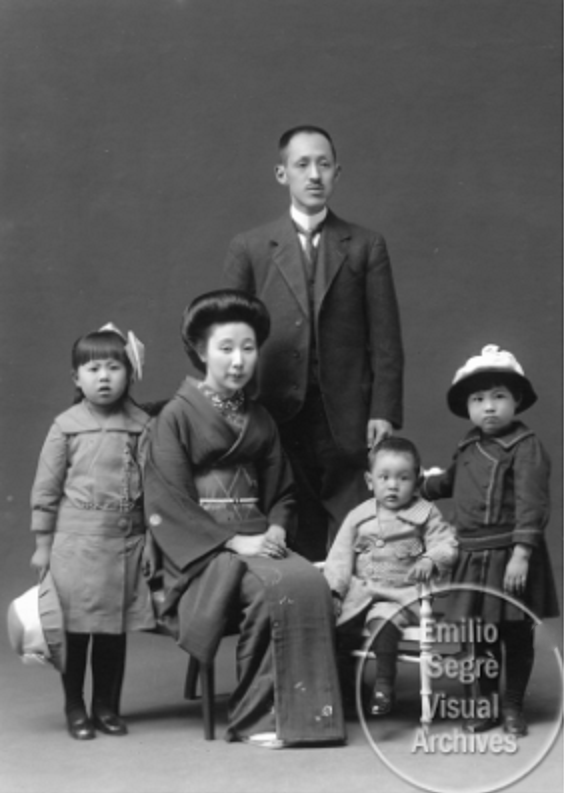
二男の俊夫。先妻の和子と長女、次女、長男

- 母きの（幾乃子に改名）は1921年3月、87歳で逝去[21]。
- 長弟・正二郎は幼くして夭折。
- 次弟・秀三郎（1859-1883）は父の一存で早くに佐瀬（さぜ）家の養子となった。留学中の高嶺の尽力により1877年に渡米。オスウィーゴ師範学校で学び（未卒）、81年にコーネル大学に進学したが結核を患い中退。82年に辛うじて帰国したものの翌83年8月30日逝去[22]。
- 末弟・秀四郎（1861年生）は大学予備門を経て1885年に駒場農学校卒業。獣医学士。1886年以降は主に長崎県属として長崎獣医学校長兼教諭、長崎県技師、熊本県農事巡回教師、長崎県港務獣医官、同県農業技師等を歴任[23]。
- 妻の専（1910年没）は、豊橋藩主・大河内家の元家老で維新後大蔵権大丞を務めた中村清行（1886年没）の長女[24][25]。公務に忙しい父と離れて郷里豊橋で育ち、7歳で上京、東京女学校に学び、同校廃校後もマーティン・ワイコフの妻より英語を学ぶ[26]。1880年に17歳で音楽取調掛の伝習生一期生となり、ルーサー・ホワイティング・メーソンに師事、高い語学力と音楽性により同年中に生徒から助教となったが、1882年に留学帰りの高嶺と結婚し三男二女の母となる[24]。
- 長男・高嶺秀一郎は、第一高等学校在学中、1901年8月に19歳で病没[27]。
- 二男・高嶺俊夫（1885-1959）は、分光学の分野で有名な物理学者で日本学士院会員（1947-59）[28]。1909年に東京帝国大学（実験物理）を卒業、ケンブリッジ大学に留学し、1921年帰国し神経衰弱を患うも1924年東京帝大教授となり、2年後辞任し理研で研究をつづけた[29][30]。阪谷芳郎の二女・和子との間に信子、孝子、秀一、貞子を儲けたが[31][32]、関東大震災で和子が没し、1924年に井関鹿彦の二女・須磨子と再婚し、泰夫、雪子、晴夫を儲けた[30][31]。
- 三男・高嶺昇 (1888年生)は、1914年東京帝国大学理科大学植物学科を卒業し、第八高等学校教授となった。妻の周は中島力造の長女。
- 長女は日本テレビ元社長・清水与七郎の妻。
- 二女・敬子（1898-1978）は学者土田誠一の妻となり、外孫に土田國保(警視総監)、直鎮(歴史学者・東京大学名誉教授・国立歴史民俗博物館館長)、正顕(東京証券取引所社長)兄弟がいる。曾孫の土田龍太郎、土田健次郎、土田英三郎も学者で、健次郎はNHKの情報番組「ネーミングバラエティー 日本人のおなまえっ!」で曽祖父・高嶺秀夫の役を演じた[33]。

## エピソード
日本の学校行事としての修学旅行は、東京師範学校監督であった森有礼の師範教育改革によって軍隊的規律訓練が過度に導入されることに抵抗した高嶺秀夫校長及び教員らが、当初予定されていた兵式体操の行軍演習に学術研究の要素を取り入れて実施した長途遠足（1886年2月）がその起源とされている。

## 栄典

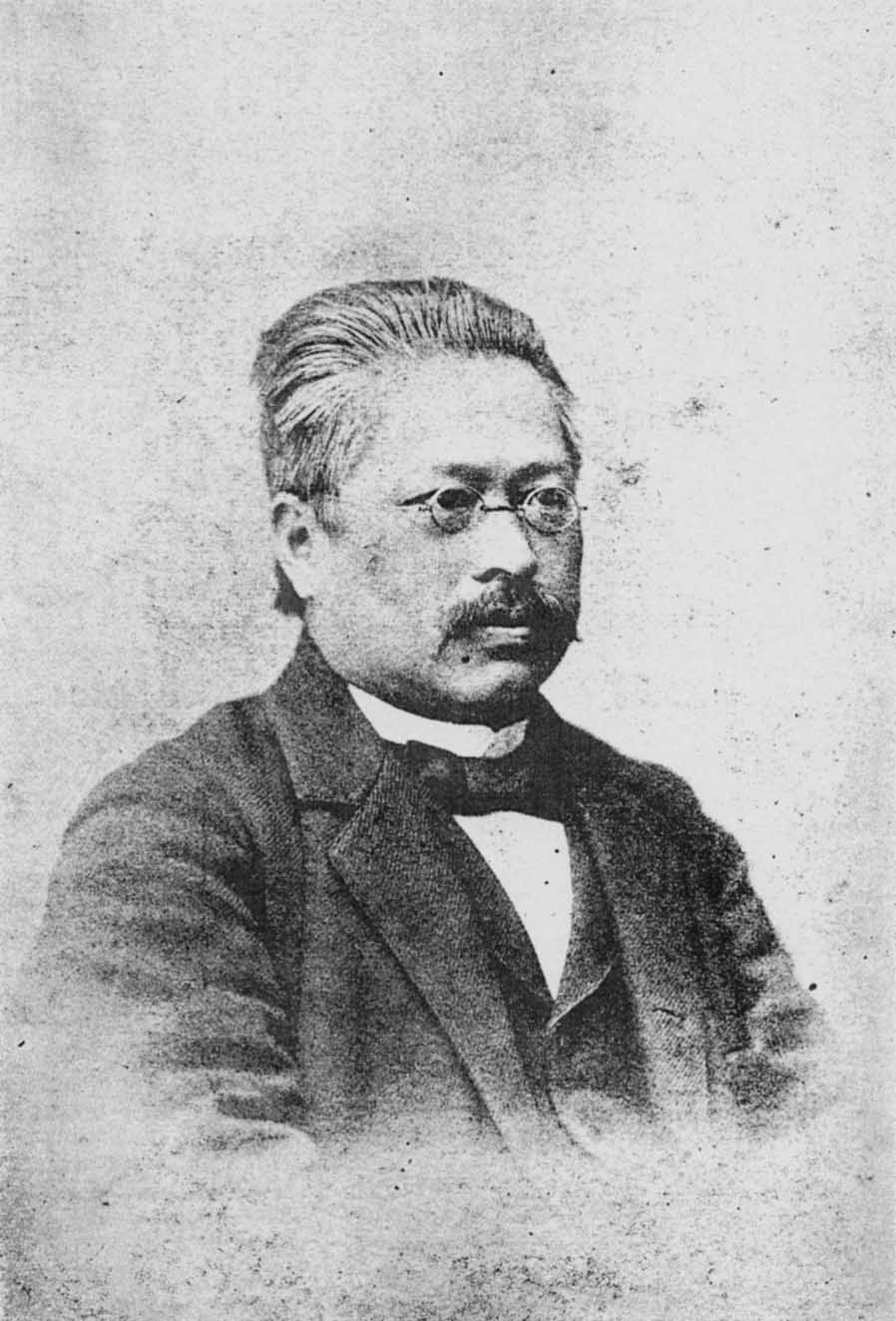
高嶺秀夫

- 1881年（明治14年）9月24日 - 従六位[35]
- 1886年（明治19年）7月8日 - 正六位[35][36]
- 1891年（明治24年）12月21日 - 従五位[37]
- 1893年（明治26年）9月11日 - 正五位[35]
- 1897年（明治30年）12月28日 - 勲五等瑞宝章[35][38]
- 1899年（明治32年）6月22日 - 勲四等瑞宝章[35]
- 1902年（明治35年）3月10日 - 従四位[35]
- 1903年（明治36年）6月26日 - 勲三等瑞宝章[35]
- 1907年（明治40年）12月10日 - 正四位[35][39]
- 1910年（明治43年）2月22日 - 従三位、勲二等旭日重光章[35][40]

## 著作
著書・編書
- 『動物比較解剖図解説』 岩川友太郎共編、普及舎、1885年7月甲号・乙号・丙号 ／ 1886年6月丁号

訳書
- 『米国学校法』 田中不二麻呂訳述、文部省、1878年10月 ／ 信山社出版〈日本立法資料全集〉、2023年12月上・下、ISBN 9784797293821, 9784797293838
高嶺がこのマニュアルのために200ページ以上翻訳したことが、母への手紙に記されているが、高嶺の名は未記載。
- 『工夫幾何学』 ウヰリアム・ジョルジ・スペンセル著、普及舎、1885年2月巻之上・巻之下
William George Spencer. Inventional Geometry. 1879.の翻訳。
- 『教育新論』 ゼームス・ジョホノット著、東京茗渓会、1885年2月巻之一 ／ 1885年6月巻之二 ／ 1886年9月巻之三 ／ 1886年11月巻之四 ／ 国書刊行会〈明治教育古典叢書〉、1980年11月第一-第四
James Johonnot. Principles and Practice of Teaching. 1878.の翻訳。
  - 井上敏夫ほか編 『近代国語教育論大系 1 明治期1』 光村図書出版、1975年3月
  - 仲新ほか編 『近代日本教科書教授法資料集成 第2巻』 東京書籍、1982年9月

なお高嶺の著書ではないが、若林虎三郎、白井毅編纂 『改正教授術』（普及舎、1883年6月巻一-巻三）および、若林虎三郎、白井毅編纂 『改正教授術続編』（普及舎、1884年5月巻一・巻二）は、高嶺秀夫と伊沢修二から開発教授法の指導を受けた二人の訓導の共著である。

## 関連文献
- 「東京女子高等師範学校長正四位勲三等高嶺秀夫叙勲ノ件」（国立公文書館所蔵 「叙勲裁可書・明治四十三年・叙勲巻一」） - アジア歴史資料センター Ref.A10112692100
- 石川半山 「女子高等師範学校長 高嶺秀夫君」（『教育界』第1巻第11号、金港堂書籍、1902年9月）
- 武田清子「ペスタロッチ受容の方法と問題 : 高嶺秀夫と石井十次・留岡幸助の人間把握の対比をめぐって」『国際基督教大学学報. I-A教育研究』第9巻、1962年12月、1-54頁、CRID 1390290701724622848、doi:10.34577/00000495、ISSN 04523318、NAID 110007054252。
  - 武田清子著 『土着と背教 : 伝統的エトスとプロテスタント』 新教出版社、1967年2月）
- 中川隆「東京師範学校における開発教授論の形成過程」『日本の教育史学』第18巻、教育史学会、1975年、27-52頁、CRID 1390282680741747840、doi:10.15062/kyouikushigaku.18.0_27、ISSN 03868982、NAID 110009800502。
- 中川隆「高嶺秀夫と学事諮問会:改正教育令期の近代化」『亜細亜大学教養部紀要』第21号、亜細亜大学教養部、1980年、180-164頁、CRID 1520572360383944576、ISSN 03886603、NAID 110006367377。
- 小野次男 「伊沢修二・高嶺秀夫のアメリカ留学」（『教育学雑誌』第17号、日本大学教育学会、1983年3月、NAID 40000693486）
- 中川隆「高嶺秀夫とオスウィーゴ師範学校(資料報告)」『亜細亜大学教養部紀要』第27号、亜細亜大学教養部、1983年、51-72頁、CRID 1520572360387096832、ISSN 03886603、NAID 110006367282。
- 小野次男 「伊沢修二・高嶺秀夫のアメリカ留学」（『教育学雑誌』第17号、日本大学教育学会、1983年3月、NAID 40000693486）
- 長嶋優子 「高嶺秀夫と開発教授」（『人間研究』第20号、日本女子大学教育学会、1984年3月、NAID 110001077745）
- 麻生千明、唐沢富太郎 「高嶺秀夫 : 明治初期教育方法・師範教育建設の功労者」（唐沢富太郎編著 『図説 教育人物事典 : 日本教育史のなかの教育者群像 上巻』 ぎょうせい、1984年4月）
- 阿波根直誠 「わが国の明治初期におけるペスタロッチ主義教育受容に関する一考察 : 高嶺秀夫の実物教育論の一背景を中心として」（『琉球大学法文学部紀要』社会学篇第31号、1989年3月、NAID 40004290094）
- 平田宗史 「欧米派遣小学師範学科取調員の研究（三）」（『福岡教育大学紀要』第41号第4分冊、1992年3月、NAID 40003310127）
  - 「高嶺秀夫の留学生活」「高嶺秀夫の活動と業績」「高嶺秀夫の年譜」（平田宗史著 『欧米派遣小学師範学科取調員の研究』 風間書房、1999年3月、ISBN 4759911413）
- 山田岩男 「師範学校教育 : 師範教育の基礎を確立した高嶺秀夫」（日本放送出版協会編 『日本の『創造力』 : 近代・現代を開花させた四七〇人 6 産業基盤づくり』 日本放送出版協会、1992年10月、ISBN 4140092106）
- 阿波根直誠 「A study of the influence of the Oswego Movement upon Japanese education, relating to Hideo Takamine in early Meiji Japan, 1860's - 1880's outline.」（島袋哲教授退官記念論文集刊行会編著 『新しい教育行政学の創造 生涯教育行政学とは何か』 三菱印刷えにし出版、1995年3月）
- 阿波根直誠 「高嶺秀夫の実物教授論の一背景に関する考察 : オスウィーゴー師範学校留学中における彼の課外活動を中心に」（『琉球大学教育学部紀要』第52集、1998年3月、NAID 40004743899）
- 阿波根直誠「A Study on One of the Backgrounds of Hideo Takamine's Object Teaching in Relation to His Scientific AspectFocusing on His Extra-Curricular Activities in BuffaloIthaca, Tokyo」『琉球大学教育学部紀要』第56号、琉球大学教育学部、2000年3月、1-19頁、CRID 1520009408152602624、ISSN 13453319、NAID 40005248895。
- 多田洋子 「高嶺秀夫と開発教授法」（『英学史研究』第37号、日本英学史学会、2004年10月、NAID 40006522767）
- 寺岡聖豪 「高嶺秀夫とペスタロッチ」（『福岡教育大学紀要』第4分冊第57号、2008年2月、NAID 40015915017）
- 福田弘 「師範教育とペスタロッチー主義教授法 : 高嶺秀夫によるペスタロッチー思想受容を中心に」（浜田栄夫編著 『ペスタロッチー・フレーベルと日本の近代教育』 玉川大学出版部、2009年12月、ISBN 9784472403972）